# Mythimna kambaitiana
Mythimna kambaitiana là một loài bướm đêm trong họ Noctuidae.